# Memory Books
Memory Books è un documentario del 2008 diretto dal Christa Graf 
Incentrato sul dramma dell'AIDS in Uganda, il documentario è stato presentato al 28º Festival di Cinema Africano di Verona.